# Tuna landskommun, Småland
För andra landskommuner med detta namn, se Tuna landskommun.
Tuna landskommun var en tidigare kommun i Kalmar län.

## Administrativ historik
Den 1 januari 1863 började kommunalförordningarna gälla och då inrättades cirka 2 500 kommuner (städer, köpingar och landskommuner), tillsammans täckande hela landets yta.
I Tuna socken i Tunaläns härad i Småland inrättades då denna kommun.
Tuna påverkades inte av den landsomfattande kommunreformen 1952, medan 1971 års kommunreform medförde att Tuna från det året kom att ingå i Vimmerby kommun.

### Kyrklig tillhörighet
I kyrkligt hänseende tillhörde kommunen Tuna församling.

## Geografi
Tuna landskommun omfattade den 1 januari 1952 en areal av 249,27 km², varav 231,09 km² land.

### Tätorter i kommunen 1960
I Tuna landskommun fanns tätorten Tuna, som hade 236 invånare den 1 november 1960. Tätortsgraden i kommunen var då 12,3 procent.

## Politik

### Mandatfördelning i valen 1938-1966
| 2 | 8 | 8 | 7 |

| 25 |

| 8 | 11 |  | 5 |

| 24 |

| 8 | 11 |  | 5 |

| 24 |

| 8 | 10 | 2 | 5 |

| 23 |

| 8 | 10 | 2 | 5 |

| 22 |

| 6 | 12 | 2 | 5 |

| 21 | 4 |

| 7 | 11 | 2 | 5 |

| 23 |

| 6 | 12 | 2 | 5 |

| 21 | 4 |